# Covelo de Paivó
Pour les articles homonymes, voir Covelo.
Covelo de Paivó est une ancienne paroisse civile portugaise (en portugais : freguesia) de la municipalité d'Arouca dans le district d'Aveiro.

## Histoire
La paroisse de Covelo de Paivó est rattachée à la municipalité de São Pedro do Sul jusqu'en 1917, année où elle rejoint Arouca. Elle comprend notamment les hameaux de Drave et Regoufe.
La loi no 11-A/2013 du 28 janvier 2013, portant réorganisation administrative du territoire des freguesias, fusionne Covelo de Paivó avec la paroisse voisine de Janarde pour former l’União das freguesias de Covelo de Paivó e Janarde (dont le siège est à Covelo de Paivó).